# Smicrotatodelphax
Smicrotatodelphax är ett släkte av insekter. Smicrotatodelphax ingår i familjen sporrstritar.
Kladogram enligt Catalogue of Life:
| Smicrotatodelphax | \| \| Smicrotatodelphax kirkaldyi \| \| \| \| \| \| Smicrotatodelphax perkinsi \| \| \| \| |
|                   | \| \| Smicrotatodelphax kirkaldyi \| \| \| \| \| \| Smicrotatodelphax perkinsi \| \| \| \| |
|                   | Smicrotatodelphax kirkaldyi                                                                |
|                   |                                                                                            |
|                   | Smicrotatodelphax perkinsi                                                                 |
|                   |                                                                                            |